# Fritz Luchsinger

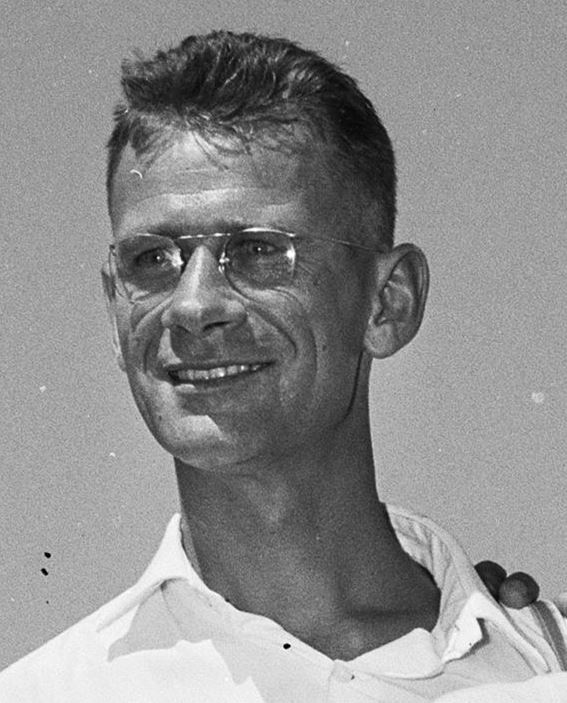
Fritz Luchsinger (1956)

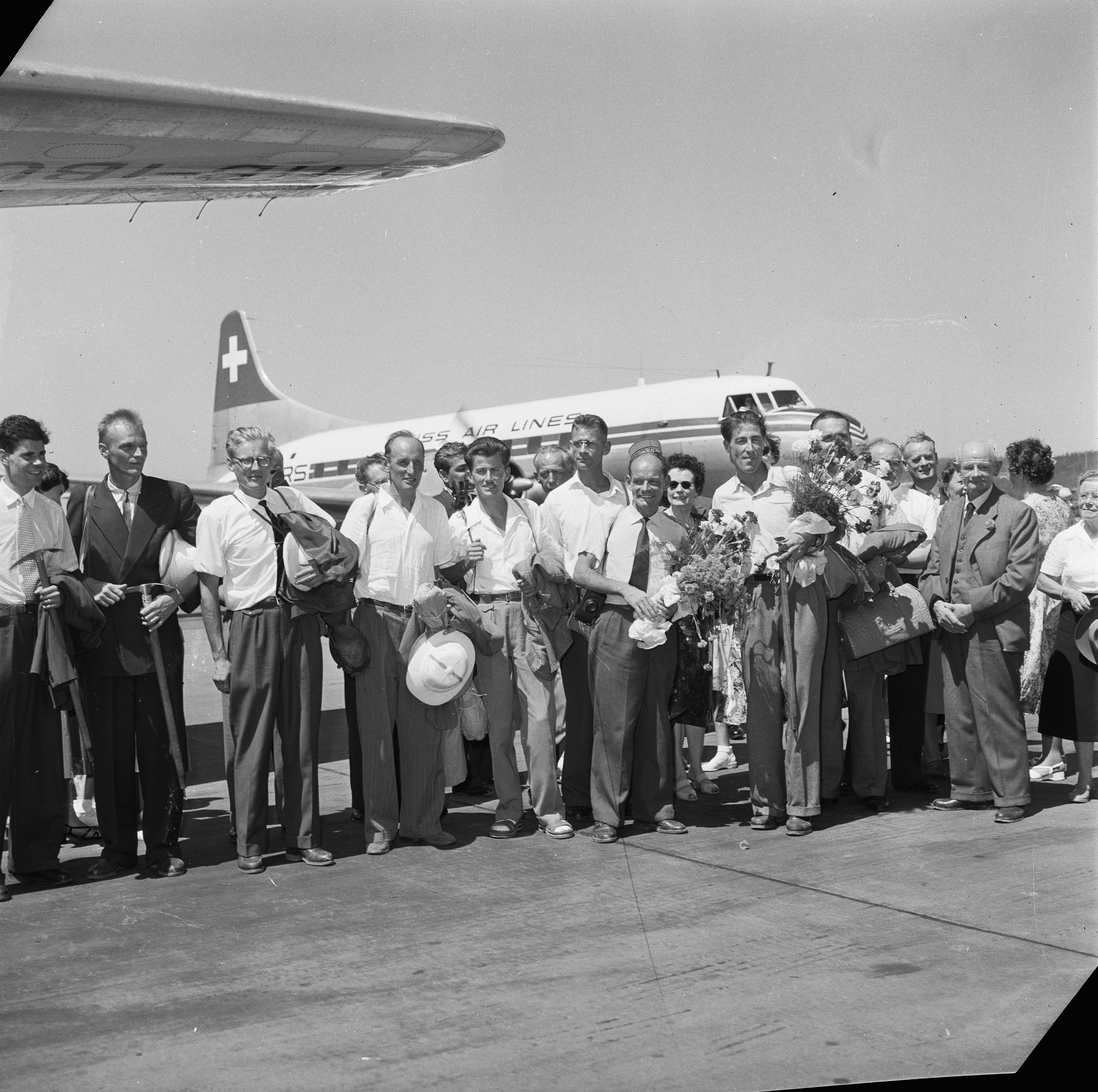
Himalaya-Expedition 1956: Fritz Luchsinger 6. von links, mit Brille

Fritz Luchsinger (* 8. März 1921; † 28. April 1983 am Shishapangma) war ein Schweizer Bergsteiger. Zusammen mit Ernst Reiss gelang ihm am 18. Mai 1956 die Erstbesteigung des 8516 Meter hohen Lhotse, des vierthöchsten Bergs der Erde.
Luchsinger war Mitglied der Schweizer Himalaya-Expedition 1956 auf den Mount Everest und den Lhotse. Bei der Anreise erkrankte Luchsinger an einer Appendizitis. Im Kloster von Tengboche gelang es dem Expeditionsarzt Eduard Leuthold, Luchsinger ohne Operation mit Antibiotika zu kurieren. Die Expedition errichtete Ende April/Anfang Mai mehrere Hochlager. Vom Hochlager  am „Genfer Sporn“ erreichten Luchsinger und Reiss am 18. Mai den Gipfel des Lhotse. Am 23. Mai gelang Ernst Schmied und Jürg Marmet die zweite Besteigung des Mount Everest. Einen Tag später folgte die dritte Everest-Besteigung durch Dölf Reist und Hansruedi von Gunten.
1980 konnte Luchsinger mit dem Dhaulagiri einen weiteren Achttausender besteigen. Den Gipfelerfolg feierte er mit Hans von Känel, der 21 Jahre nach Luchsinger mit der überhaupt erst zweiten erfolgreichen Expedition den Lhotse erreicht hatte.
1983 starb er bei der Besteigung des Shishapangma an einem Lungenödem.